# أندرياس أريكسون
أندرياس أريكسون (بالسويدية: Andreas Eriksson)‏ (3 نوفمبر 1981 ستوكهولم السويد - ) هو لاعب كرة قدم سويدي، يلعب كلاعب وسط، لعب 200 مباراة وسجل 27 هدف.

## مسيرته

### مسيرته مع الأندية
- 2004 - 2005 لعب مع أيك سولنا 30 مباراة سجل خلالها 4 أهداف.
- 2007 - 2008 لعب مع أي كي سيريوس 42 مباراة سجل خلالها 7 أهداف.
- 2009 - 2014 لعب مع نادي برومابويكارنا 128 مباراة سجل خلالها 16 هدف.

## روابط خارجية
- أندرياس أريكسون على موقع قاعدة بيانات كرة القدم.إي يو (الإنجليزية)
- أندرياس أريكسون على موقع Soccerway.com (الإنجليزية)